# リベンジ
リベンジ(英: revenge、仏: revencher）とは、ある人が傷つけられたり不当に扱われたことへの仕返しで、そうされた当人が自分自身の手で、相手を傷つけたり危害をあたえること。派生的な用法として、スポーツの文脈である対戦で自分（や自チーム）を打ち負かした相手を、その次の対戦で打ち負かしてやることを指す。
英語では、アベンジ （英: avenge）と対比されて使用されている。「リベンジ」は、あくまで自分に焦点を当てた心情で行われていることを指しており、（自分のことだけ考えていて）「やられた当人がやりかえす」ということであるのに対して、アベンジのほうは、自分にであれ他者にであれ、傷つけることや害をおよぼすような人がいれば、その「お返し」に傷つけてやること。
日本の国語辞書では、復讐や報復、仇討ち（あだうち）といった訳語が当てられ、「競技で一度敗れたことのある相手を打ち負かすこと」「借りを返すこと」とも説明されている。漢字表現では「雪辱」とも訳されている。

## 文学
ルキウス・アンナエウス・セネカの時代からリベンジを扱った作品があり、リベンジを題材として扱った演劇作品を英語圏では「revenge play リベンジプレイ」（復讐劇）と称されている。フランスのアレクサンドル・デュマ・ペールの作品『モンテクリスト伯』（岩窟王）は、無実で投獄された主人公エドモン・ダンテスの復讐劇として有名。

## 競技全般やスポーツ

### アメリカ
アメリカ合衆国の格闘技、特にプロボクシング、興行では「リベンジ・マッチ（revenge-match）」が組まれ、大々的に宣伝が行われ、その結果観客も盛り上がり、商業的に成功してきた歴史がある。
1970年代のアメリカのプロボクシング界は、モハメド・アリ、ジョー・フレージャー、ジョージ・フォアマン、レオン・スピンクスらが名勝負を繰り広げ、ヘビー級の世界戦が隆盛を極めた。特にモハメド・アリ陣営は劇的な展開になるようなプロモーションを積極的に行い、興行的価値においてリベンジ・マッチが絶大な効力を発揮するという認識がプロボクシング界で形成された。
モハメド・アリ引退後の1980年代は、多くのボクシングファンは中量級の世界戦に熱狂した。これは、長期間ヘビー級王座に君臨したラリー・ホームズの試合が概して退屈と評され、よりスピーディな試合展開を好むボクシングファンが多かったためである。1980年代の中量級は、ロベルト・デュラン、シュガー・レイ・レナード、トーマス・ハーンズ、マービン・ハグラーなどが多階級制覇をめぐって激戦を繰り広げ、プロモーションの中心もヘビー級から中量級の世界戦へシフトした。
この時期になると、プロモーターのみならず多くのボクシングファンもリベンジ・マッチの醍醐味を認識するようになり、1988年11月7日にネバダ州ラスベガスのシーザーズ・パレスに於いて行われたシュガー・レイ・レナード対ドン・ラロンデのWBC世界スーパーミドル級、ライトヘビー級タイトルマッチにおいては、revengeの名称を使用して大々的にプロモーションが行われた。
格闘技系の競技では現在も「リベンジ」という言葉は頻繁に使われる。1度敗れたとしてもリターンマッチ(return match)・リマッチ(rematch)として再度試合が組まれることが多い格闘技の試合では、再戦に勝利すれば「リベンジを果たした」として再評価されるばかりでなく、観客側にとっても劇的な展開に感情移入が高まる場合が多い。逆にリベンジに失敗すると「負けっぱなし」と感じられて、観客も気分が沈む。

### 日本
西武ライオンズの松坂大輔は1999年4月21日の対ロッテ戦で黒木知宏と投げ合い、0-2で敗北した。その後に「リベンジします」と宣言した松坂は4月27日の対ロッテ戦で再び黒木と投げ合い、1-0でプロ初完封を記録しリベンジに成功した。松坂が用語としての「リベンジ」を広く一般に認識させたことから、1999年の新語・流行語大賞（年間大賞）の受賞者に選定された。

### スポーツの主なリベンジ・マッチ
※「リベンジ」という言葉が生まれる前のものも含む。
- 双葉山定次-安藝ノ海節男（大相撲）

初顔合わせで69連勝を止められた「世紀の一番」の後は双葉の9連勝。「誰に対しても変わらない相撲を取る双葉関が、自分に対してだけは特別な感情があるようだった」と安藝ノ海の言葉が残る。
- 三原脩-水原茂（プロ野球）

水原の監督就任のために巨人を追われた三原は福岡の地で西鉄ライオンズをパシフィック・リーグの王者にきたえあげ、日本シリーズで水原巨人に3連勝（1956年から1958年）、さらに1960年には大洋ホエールズ監督として同じセントラル・リーグで巨人をおさえて優勝を果たした。
学生野球時代から数々の因縁を持つ両者の争いは、「野球版巌流島の決闘」と称された。
- モハメド・アリのジョー・フレージャーとの第2戦、第3戦（スリラー・イン・マニラ）。ケン・ノートンとの第2戦、レオン・スピンクスとの第2戦。
- 桜庭和志のヴァンダレイ・シウバとの第2戦、第3戦。
- 内藤大助のポンサクレック・ウォンジョンカムとの第2戦、第3戦

### 将棋
将棋の世界も「勝負」「勝ち負け」の世界であり、有名な棋士どうしの対局などに関して、「リベンジ成功」「リベンジ失敗」などと、将棋ファンたちやマスコミは盛り上がっている。